# 白龙街道
白龙街道是中国海南省海口市美兰区下辖的一个街道。东临南渡江，西至白龙南路，南以海府一横路、美群路、国兴大道为界，北至文明东路。辖区面积约7平方公里。下辖5个社区居委会，11个自然村。总人口56528人，其中居民常住人口40990人，流动人口15538人。

## 行政区划
白龙街道目前下辖5个社区
- 美舍社区
- 振兴社区
- 五贤社区
- 千家社区
- 流水坡社区